# Edizioni di Windows Vista
Windows Vista ha avuto sei diverse edizioni: Starter, Home Basic, Home Premium, Business, Enterprise e Ultimate. Il 5 settembre 2006, Microsoft ha annunciato il prezzo in dollari per le edizioni disponibili attraverso i canali di vendita al dettaglio; il sistema operativo è stato successivamente reso disponibile per la vendita al dettaglio il 30 gennaio 2007. Microsoft rese anche Windows Vista disponibile per l'acquisto e il download da Windows Marketplace; è la prima versione di Windows a essere distribuita attraverso una piattaforma di distribuzione digitale. Le edizioni vendute al dettaglio erano disponibili nelle versioni Full e Upgrade e successivamente con il Service Pack 1 (SP1).
Microsoft ha caratterizzato l'imballaggio per la vendita al dettaglio di Windows Vista come "progettato per essere facile da usare, [...] un piccolo contenitore di plastica progettato per proteggere il software all'interno per un uso duraturo". La confezione si apre lateralmente per mostrare il DVD di Windows Vista sospeso in una custodia di plastica trasparente. Il disco di Windows Vista utilizza un design olografico simile ai dischi che Microsoft ha prodotto da allora Windows 98.
Ad eccezione di Windows Vista Starter, tutte le edizioni supportano entrambe le architetture di processore a 32 bit (x86) e 64 bit (x64). Microsoft ha cessato le copie retail di Windows Vista nell'ottobre 2010. La distribuzione OEM di Windows Vista è terminata nel 2011.

## Edizioni per PC
Windows Vista Starter
Proprio come il suo predecessore, Windows XP Starter Edition, era disponibile nei mercati emergenti, questa edizione di Windows Vista è stata venduta in 139 paesi in via di sviluppo in 70 lingue. Microsoft non l'ha reso disponibile nei mercati tecnologici sviluppati come Stati Uniti, Canada, Unione Europea, Australia, Nuova Zelanda o altri mercati ad alto reddito come definiti dalla Banca Mondiale. Windows Vista Starter può anche essere installato da supporti ottici per altre edizioni del sistema operativo.  Windows Vista Starter presenta limitazioni significative; come esempio, consente l'utilizzo simultaneo di un totale di tre applicazioni, non accetta connessioni di rete in entrata, visualizza una filigrana permanente nell'angolo in basso a destra dello schermo, impone un limite di memoria fisica di 1 GB e una quantità massima di 250 GB di spazio su disco. Windows Vista Starter è concesso in licenza per funzionare solo su PC con processori Athlon XP, Duron, Sempron e Geode di AMD e processori Intel Celeron, Pentium III e alcuni modelli di Pentium 4. Starter Edition viene fornito con alcuni sfondi per desktop specifici della località non presenti in altre edizioni del sistema operativo.

Desktop di Windows Vista Starter, come indicato dalla filigrana nell'angolo in basso a destra.

Windows Vista Home Basic
Simile a Windows XP Home Edition, la Home Basic si rivolge a utenti attenti al budget che non richiedono supporto multimediale avanzato per l'uso domestico. Questa edizione manca dell'interfaccia utente grafica Windows Aero con effetti di vetro traslucido; tuttavia, supporta la composizione del desktop. La Home Basic supporta una CPU fisica, ma con più core, e la versione a 64 bit supporta fino a 8 GB di RAM.
Questa edizione include Windows Firewall, controllo genitori, Raccolta foto di Windows e altre funzionalità. Windows Movie Maker è incluso, ma senza supporto per lavorare con video ad alta definizione.
Windows Vista Home Premium
Contiene tutte le funzionalità della Home Basic e simili a Windows XP Media Center Edition, questa edizione supporta anche funzionalità aggiuntive destinate al segmento del mercato interno, come il supporto per HDTV e authoring di DVD, masterizzazione di DVD e Windows Media Center con supporto per Extender e Xbox 360. La Home Premium include anche giochi premium, inclusi Chess Titans, InkBall e Mahjong Titans e include il supporto per proiettori di rete, touchscreen, display ausiliari tramite Windows SideShow e la possibilità di pianificare i backup. La Home Premium supporta 10 connessioni simultanee di rete peer SMB (rispetto a 5 in Home Basic).
La versione di Meeting Space inclusa consente inoltre agli utenti di creare sessioni di riunione (in Home Basic, è possibile partecipare, ma non creare, sessioni di riunione). Come Home Basic, Home Premium supporta solo una CPU fisica, ma supporta anche più core. La versione a 64 bit supporta fino a 16 GB di RAM.
Windows Vista Business
Paragonabile a Windows XP Professional e Windows XP Tablet PC Edition, Windows Vista Business è rivolta al mercato aziendale. Include tutte le funzionalità della Home Basic ad eccezione dei controlli genitori e del tema Windows Vista Standard. Questa edizione può partecipare a un dominio di Windows Server. Include Internet Information Services, supporto fax, client Rights Management Services, Encrypting File System, backup e ripristino dell'immagine di sistema, file offline, un server desktop remoto per utente singolo, funzionalità di collaborazione P2P ad hoc, supporto Shadow Copy che fornisce accesso alle versioni precedenti di file, supporto per tablet PC e altre funzionalità di gestione orientate al business. La versione Business di Windows Vista supporta fino a due CPU fisiche, e la versione a 64 bit supporta 128 GB di RAM.
Windows Vista Enterprise
Questa edizione si rivolge al segmento enterprise del mercato: comprende un superset della versione di Vista Business. Altre funzionalità includono il supporto per i pacchetti Multilingual User Interface (MUI), Crittografia unità BitLocker e supporto per applicazioni UNIX. Non disponibile tramite vendita al dettaglio o canali OEM, questa edizione verrà distribuita tramite Microsoft Software Assurance (SA). Poiché le classi Vista Enterprise sono un vantaggio di Microsoft Software Assurance, includono numerosi vantaggi esclusivi per SA, inclusa una licenza che consente l'esecuzione di un massimo di quattro macchine virtuali che eseguono un mix di versioni e versioni di Vista, accesso a Virtual PC Express e attivazione tramite VLK. Windows Vista Enterprise supporta fino a due CPU fisiche, e la versione a 64 bit supporta fino a 128 GB di RAM.
Windows Vista Ultimate
Windows Vista Ultimate combina tutte le funzionalità delle edizioni Home Premium e Business e include "Ultimate Extras." La versione a 64 bit supporta fino a 128 GB di RAM.

Desktop Windows Vista Ultimate con contenuto (PRODUCT) RED.

Microsoft ha commercializzato due varianti di Windows Vista Ultimate: Windows Vista Ultimate Signature Edition, e Windows Vista (PRODUCT) RED. Il primo presentava la firma di Bill Gates sul lato anteriore della confezione insieme a un numero di produzione unico; l'edizione era limitata a 25 000 copie.  Windows Vista (PRODUCT) RED era un'edizione dedicata alla consapevolezza, eliminazione e trattamento dell'AIDS in Africa, con parti del ricavato donate al Fondo Globale. L'edizione venne annunciata per la prima volta il 25 gennaio 2008 in una partnership con Dell, dove sarebbe stata preinstallata su determinati PC, e in seguito è stato reso disponibile come prodotto indipendente. Conteneva contenuti RED (incluso), compresi sei sfondi per desktop, uno screensaver, due gadget Windows Sidebar e uno sfondo animato Windows DreamScene.
Note:
1. Gli utenti potevano acquistare e scaricare Windows Vista direttamente da Microsoft attraverso il Marketplace di Windows prima che venisse sostituito dal Microsoft Store.[31]
2. I supporti ottici distribuiti tramite vendita al dettaglio o tramite OEM per Windows Vista sono identici; Microsoft si riferisce a questo come "unificazione del CD". Prima di Windows Vista, le versioni di Windows per OEM e vendita al dettaglio venivano mantenute separatamente.[32][33] Tutte le edizioni di Windows Vista, esclusa quella Enterprise, sono archiviate sullo stesso supporto ottico; una chiave di licenza per l'edizione acquistata determina quale versione del disco è idonea per l'installazione.[34] Per eseguire l'aggiornamento a un'edizione superiore da un'edizione inferiore (ad esempio da Home Basic a Ultimate) Microsoft include un'applet nel Pannello di controllo, denominata Windows Anytime Upgrade per facilitare l'aggiornamento ad altre edizioni.[35][36][37]
3. Le edizioni Home Basic N e Business N di Windows Vista sono vendute all'interno dell'Unione europea senza Windows Media Player, in conformità con le sanzioni dell'UE contro Microsoft per violazione delle leggi anti-trust.[38]
4. A causa di una sentenza anti-trust del 2005 della Fair Trade Commission in Corea del Sud, Microsoft è stata costretta a vendere una serie di versioni K e KN di Windows Vista che contengono alcune modifiche rispetto alla versione standard. Le versioni includono collegamenti a software di instant messaging e lettori multimediali concorrenti e le versioni "KN" non includono affatto Windows Media Player.[39]
5. Un programma di sconti per famiglie di Windows Vista consentiva ai clienti di Stati Uniti e Canada che avevano acquistato la versione Ultimate prima del 30 giugno 2007 di acquistare licenze aggiuntive per Windows Vista Home Premium al costo di 49,99 dollari. Microsoft vendeva queste licenze online attraverso il suo sito web.[31][40]
6. Per i computer con unità disco ottico che supportavano i CD ma non i DVD, Microsoft oftriva supporti alternativi per Windows Vista che includevano una serie di CD.[34][41] In seguito, la società commercializzò supporti alternativi per Windows Vista SP1.[42]
7. Gli studenti idonei nelle regioni idonee avevano la possibilità di acquistare la versione di aggiornamento dell'edizione Home Premium a un prezzo ridotto.[43] Un'offerta simile venne successivamente introdotta per l'edizione Ultimate.[44]

### Versioni a 64 bit
Per supportare piattaforme a 64 bit come Intel Xeon, Intel Core 2, AMD Opteron e AMD Athlon 64, Microsoft pubblicò versioni a 64 bit di ogni edizione di Windows Vista tranne l'edizione Starter. Queste edizioni possono eseguire programmi a 32 bit eseguendoli all'interno del sottosistema WOW64. La maggior parte dei programmi a 32 bit può essere eseguita in modo nativo, sebbene le applicazioni che si basano sui driver di dispositivo non vengano eseguite a meno che tali driver di dispositivo non siano stati scritti per Windows a 64 bit. I revisori riferirono che le edizioni a 64 bit di Windows Vista superano le loro controparti a 32 bit in benchmark sintetici come PassMark.
Tutte le edizioni a 32 bit di Windows Vista, esclusa la versione Starter, supportano fino a 4 GB di RAM. L'edizione a 64 bit di Home Basic supporta 8 GB di RAM, Home Premium supporta 16 GB e le versioni Business, Enterprise e Ultimate supportano 128 GB di RAM.
Tutte le versioni a 64 bit dei sistemi operativi Microsoft impongono attualmente un limite di 16 TB allo spazio degli indirizzi. I processi creati nelle edizioni a 64 bit di Windows Vista possono avere 8 TB di memoria virtuale per i processi utente e 8 TB per i processi del kernel per creare una memoria virtuale di 16 TB.

### Edizioni per mercati specifici
Nel marzo 2004, la Commissione europea multò Microsoft per 497 milioni di euro e ordinò alla società di fornire una versione di Windows senza Windows Media Player. La Commissione concluse che Microsoft avesse infranto il diritto della concorrenza dell'Unione europea sfruttando il suo quasi monopolio nel mercato dei sistemi operativi per PC sui mercati dei sistemi operativi per server per gruppi di lavoro e per i lettori multimediali. Microsoft raggiunse un accordo con la Commissione in cui commercializzava una versione conforme al tribunale, Windows XP Edition N, che non includeva Windows Media Player, ma incoraggiava invece gli utenti a scaricare e installare il proprio lettore multimediale preferito.
Analogamente, nel dicembre 2005, la Korean Fair Trade Commission ordinò a Microsoft di rendere disponibili edizioni di Windows XP e Windows Server 2003 che non contenessero Windows Media Player o Windows Messenger. Simile alla Commissione europea, questa decisione era basata sul fatto che Microsoft aveva abusato della sua posizione dominante nel mercato per spingere altri prodotti sui consumatori. A differenza di tale decisione, tuttavia, Microsoft è stata anche costretta a ritirare le versioni non conformi di Windows dal mercato sudcoreano. Questa decisione ha comportato la commercializzazione di versioni "K" e "KN" da parte di Microsoft delle edizioni Home e Professional di Windows XP nell'agosto 2006.
Come una continuazione di questi requisiti, Microsoft ha pubblicato varianti "N" e "KN" di alcune edizioni di Windows Vista che escludono Windows Media Player, così come le edizioni "K" e "KN" che includono collegamenti a lettori multimediali di terze parti e software di messaggistica istantanea. Le edizioni "N" di Windows Vista richiedono software di terze parti (o un'installazione separata di Windows Media Player) per riprodurre CD audio e altri formati multimediali come MPEG-4.

## Edizioni per sistemi embedded
Sono state rilasciate due edizioni aggiuntive di Windows Vista per gli sviluppatori di dispositivi embedded. Microsoft elenca i requisiti di sistema per queste edizioni come le stesse varianti del desktop. Queste edizioni sono concesse in licenza esclusivamente per lo sviluppo di dispositivi embedded.
Windows Vista Business for Embedded SystemsQuesta edizione rispecchia il set di funzionalità dell'edizione Business di Windows Vista.
Windows Vista Ultimate for Embedded SystemsQuesta edizione rispecchia il set di funzionalità dell'edizione Ultimate di Windows Vista. Di conseguenza, include funzionalità non disponibili in Vista Business per sistemi integrati come BitLocker Drive Encryption, il sottosistema per applicazioni basate su UNIX e Virtual PC Express.

## Grafico comparativo
| Funzioni                             | Starter                           | Home Basic1,2 | Home Premium2 | Business1,2,3                             | Enterprise1,2                             | Ultimate2    |
| ------------------------------------ | --------------------------------- | ------------- | ------------- | ----------------------------------------- | ----------------------------------------- | ------------ |
| Sistema di licenze                   | Licenze OEM nei mercati emergenti | Retail e OEM  | Retail e OEM  | Retail, OEM e volume                      | Volume                                    | Retail e OEM |
| RAM massima su IA-32                 | 1 GB                              | 4 GB          | 4 GB          | 4 GB                                      | 4 GB                                      | 4 GB         |
| RAM massima su x64                   | N.D.                              | 8 GB          | 16 GB         | 128 GB                                    | 128 GB                                    | 128 GB       |
| CPU fisiche massime                  | 1                                 | 1             | 1             | 2                                         | 2                                         | 2            |
| Games Explorer                       | Sì                                | Sì            | Sì            | Sì                                        | Sì                                        | Sì           |
| Instant Search                       | Sì                                | Sì            | Sì            | Sì                                        | Sì                                        | Sì           |
| Windows ReadyDrive                   | Sì                                | Sì            | Sì            | Sì                                        | Sì                                        | Sì           |
| Riconoscimento vocale di Windows     | Sì                                | Sì            | Sì            | Sì                                        | Sì                                        | Sì           |
| Controllo genitori                   | Sì                                | Sì            | Sì            | No                                        | No                                        | Sì           |
| Numero di software in esecuzione     | 3                                 | Illimitato    | Illimitato    | Illimitato                                | Illimitato                                | Illimitato   |
| Windows Movie Maker                  | Parziale                          | Parziale      | Sì            | Sì 4                                      | Sì                                        | Sì           |
| Supporto a 64-bit                    | No                                | Sì            | Sì            | Sì                                        | Sì                                        | Sì           |
| Desktop Window Manager               | No                                | Sì            | Sì            | Sì                                        | Sì                                        | Sì           |
| Windows HotStart                     | No                                | Sì            | Sì            | Sì                                        | Sì                                        | Sì           |
| Windows Aero                         | No                                | Parziale      | Sì            | Sì                                        | Sì                                        | Sì           |
| Giochi premium5                      | No                                | No            | Sì            | Disabilitato per impostazione predefinita | Disabilitato per impostazione predefinita | Sì           |
| Windows Media Center                 | No                                | No            | Sì            | No                                        | No                                        | Sì           |
| Backup completo del PC               | No                                | No            | No            | Sì                                        | Sì                                        | Sì           |
| Entrare nei domini di Windows Server | No                                | No            | No            | Sì                                        | Sì                                        | Sì           |
| Fax e scanner                        | No                                | No            | No            | Sì                                        | Sì                                        | Sì           |
| Remote Desktop Services              | No                                | No            | No            | Sì                                        | Sì                                        | Sì           |
| Group Policy                         | No                                | No            | No            | Sì                                        | Sì                                        | Sì           |
| BitLocker                            | No                                | No            | No            | No                                        | Sì                                        | Sì           |
| Multilingual User Interface          | No                                | No            | No            | No                                        | Sì                                        | Sì           |
| Windows Ultimate Extras              | No                                | No            | No            | No                                        | No                                        | Sì           |
| Funzioni                             | Starter                           | Home Basic1,2 | Home Premium2 | Business1,2,3                             | Enterprise1,2                             | Ultimate2    |

Note:
1. Le edizioni Home Basic, Business ed Enterprise sono disponibili nei mercati sudcoreani ed europei come edizioni "KN" e "N", rispettivamente, che escludono i componenti Windows Media Player e l'HD di Windows Movie Maker.[59]
2. Tutte le edizioni tranne Starter sono disponibili nel mercato coreano come edizioni "K", che vengono vendute al posto delle edizioni standard di Windows Vista. A differenza delle edizioni "KN", le edizioni "K" includono Windows Media Player e i relativi componenti, e includono anche collegamenti a siti Web che elencano media player e software di instant messaging di terze parti.[53]
3. Windows Vista Business N è disponibile nel mercato europeo. Per impostazione predefinita, non include Windows Media Player e i relativi componenti o Windows Movie Maker.[59]
4. Windows Movie Maker non è disponibile in Windows Vista Business KN.[59]
5. I giochi Premium Windows Vista, inclusi Chess Titans, InkBall e Mahjong Titans, sono disponibili in Windows Vista Home Premium e Windows Vista Ultimate. I giochi di Windows Vista sono anche disponibili come componenti opzionali nelle edizioni Business ed Enterprise, ma non sono installati per impostazione predefinita.[60]

## Aggiornamento
A differenza delle versioni precedenti di Windows, Windows Vista non supporta il controllo di conformità durante l'installazione; la verifica della conformità consentiva in precedenza agli utenti di inserire un disco come prova del fatto che il sistema operativo veniva aggiornato rispetto a una versione precedente, il che consentiva agli utenti di immettere una licenza di aggiornamento per eseguire un'installazione pulita. Di conseguenza, le versioni di aggiornamento di Windows Vista non vengono installate a meno che non sia già installata una versione precedente di Windows sulla macchina da aggiornare.
Una soluzione alternativa a questa limitazione è stata segnalata da Paul Thurrott, che ha dichiarato che gli utenti dovrebbero essere in grado di eseguire un'installazione completa di Windows Vista tramite l'aggiornamento dei contenuti ignorando la richiesta di immettere una licenza durante l'installazione e quindi, una volta installato, reinstallare il sistema operativo durante l'installazione precedente, questo essenzialmente consente agli utenti che hanno acquistato la versione di aggiornamento di eseguire un'installazione completa al dettaglio. Mentre la soluzione alternativa è effettivamente possibile, Microsoft ha ammonito che gli utenti che eseguono un'installazione completa del sistema operativo tramite questo metodo senza una licenza originale per una versione precedente sarebbero in violazione del contratto di licenza con l'utente finale di Windows Vista.
Gli utenti possono effettuare l'aggiornamento da Windows XP a Windows Vista o passare da una versione di Windows Vista a un'altra. Tuttavia, l'aggiornamento da un'edizione a 32 bit a un'edizione a 64 bit o il downgrade dall'edizione a 64 bit a un'edizione a 32 bit richiede un'installazione pulita. Inoltre, non tutte le potenziali combinazioni di aggiornamento sono supportate. Il seguente grafico indica i possibili percorsi di aggiornamento:
| Edizione da cui eseguire l'aggiornamento | Edizione di Windows Vista a cui si può aggiornare: | Edizione di Windows Vista a cui si può aggiornare: | Edizione di Windows Vista a cui si può aggiornare: | Edizione di Windows Vista a cui si può aggiornare: | Edizione di Windows Vista a cui si può aggiornare: | Edizione di Windows Vista a cui si può aggiornare: |
| Edizione da cui eseguire l'aggiornamento | Starter                                            | Home Basic                                         | Home Premium                                       | Business                                           | Ultimate                                           | Enterprise                                         |
| ---------------------------------------- | -------------------------------------------------- | -------------------------------------------------- | -------------------------------------------------- | -------------------------------------------------- | -------------------------------------------------- | -------------------------------------------------- |
| XP Starter                               | Sì                                                 | Sì                                                 | Sì                                                 | Sì                                                 | Sì                                                 | No                                                 |
| XP Home                                  | No                                                 | Sì                                                 | Sì                                                 | Sì                                                 | Sì                                                 | No                                                 |
| XP Professional                          | No                                                 | No                                                 | No                                                 | Sì                                                 | Sì                                                 | No                                                 |
| XP Media Center 2005                     | No                                                 | No                                                 | Sì                                                 | No                                                 | Sì                                                 | No                                                 |
| XP Media Center 2004                     | No                                                 | No                                                 | Sì                                                 | No                                                 | Sì                                                 | No                                                 |
| XP Media Center 2002                     | No                                                 | No                                                 | No                                                 | No                                                 | No                                                 | No                                                 |
| XP Tablet PC                             | No                                                 | No                                                 | No                                                 | Sì                                                 | Sì                                                 | No                                                 |
| XP Professional x64                      | No                                                 | No                                                 | No                                                 | No                                                 | No                                                 | No                                                 |
| XP Embedded                              | No                                                 | No                                                 | No                                                 | No                                                 | No                                                 | No                                                 |
| Vista Starter                            | N.D.                                               | No                                                 | No                                                 | No                                                 | Sì                                                 | No                                                 |
| Vista Home Basic                         | No                                                 | N.D.                                               | Sì                                                 | No                                                 | Sì                                                 | No                                                 |
| Vista Home Premium                       | No                                                 | No                                                 | N.D.                                               | No                                                 | Sì                                                 | No                                                 |
| Vista Business                           | No                                                 | No                                                 | No                                                 | N.D.                                               | Sì                                                 | Sì                                                 |
| Vista Ultimate                           | No                                                 | No                                                 | No                                                 | No                                                 | N.D.                                               | No                                                 |
| Vista Enterprise                         | No                                                 | No                                                 | No                                                 | No                                                 | Sì                                                 | N.D.                                               |

Note:
- Solo Windows XP può essere aggiornato a Windows Vista; è richiesta un'installazione pulita per PC con Windows 2000 o versioni precedenti.[71]
- È possibile eseguire l'aggiornamento da Windows XP Media Center Edition a Windows Vista Home Premium se il computer è stato aggiunto a un dominio Active Directory al momento dell'aggiornamento, il computer resterà unito al dominio ma nessun utente sarà in grado di accedere il computer attraverso il controller di dominio. Windows Vista Home Premium non supporta l'aggiunta a un dominio di Active Directory.